# Ḩabābeh-ye Pā'īn
Ḩabābeh-ye Pā'īn (persiska: حبابه پایین, Ḩabābeh-ye Soflá, Ḩabābeh-ye Pā’īn) är en ort i Iran.   Den ligger i provinsen Khuzestan, i den centrala delen av landet, 600 km söder om huvudstaden Teheran. Ḩabābeh-ye Pā'īn ligger 29 meter över havet och antalet invånare är 107.
Terrängen runt Ḩabābeh-ye Pā'īn är huvudsakligen platt, men österut är den kuperad. Runt Ḩabābeh-ye Pā'īn är det ganska tätbefolkat, med 62 invånare per kvadratkilometer. Närmaste större samhälle är Aghajari, 8,4 km nordost om Ḩabābeh-ye Pā'īn. Omgivningarna runt Ḩabābeh-ye Pā'īn är i huvudsak ett öppet busklandskap.